# 3158 Анга
3158 Анга (1976 SU2, 1968 UV2, 1972 TA11, 1980 TA10, 3158 Anga) — астероїд головного поясу, відкритий 24 вересня 1976 року.
Тіссеранів параметр щодо Юпітера — 3,389.